# Вогні Те Лапа
Вогні Те Лапа (англ. Te Lapa lights) — природне оптичне явище, що утворює спалахи світла на поверхні води в центральній частині Тихого океану поблизу островів Полінезії, які в свою чергу використовувалися стародавніми мореплавцями як зручний засіб  навігації.

## Загальний опис
Полінезійці, які заселяють групу островів Океанії з давніх-давен, були відомі як мореплавці, що в пошуках нових островів перетинали океан на досить примітивних каное. На своїх примітивних плавзасобах, вони задовго до перших європейських мандрівників підкорили Тихий океан, долаючи при цьому величезні відстані. В цьому їм допомагали таємничі вогні в океані, які отримали назву — «Те Лапа». На різних островах Полінезії існують різні терміни, які позначають це явище, так наприклад, на острові Нікунау їх називають «Те Мата» ("Слава морів"), а на островах Тонга — «Те Тапа» ("Вибух світла"). 
Полінезійські острів'яни давно розповідали про природне таємниче явище, яке допомагало їхнім предкам знаходити нові острови. Цей термін позначав світло, яке відбивається від поверхні океану й прямування за яким, приводило мореплавців до нових невідомих островів. Стародавні полінезійські мореплавці користувалися ним, як зручним способом навігації, проте сучасні вчені не можуть пояснити його природу. «Цілком можливо, що його ніколи так і не вдасться пояснити», – про це було повідомлено в статті, опублікованій на початку 2023 року в агентстві Ancient Origins.

## Історія дослідження
Вперше про явище «Те Лапа» стало відомо у 1972 році, коли Девід Льюїс описав його у книзі «Ми, мореплавці» (також відома під іншою назвою – «Ми, навігатори»). До цього, наука без особливих проблем пояснювала всі способи океанської навігації, проте вогні «Те Лапа» виявилися для неї справжньою головоломкою. До публікації Девіда Льюїса вважалося, що полінезійці не мали жодного способу навігації, а всього-на-всього дрейфували по океану та випадково натрапляли на нові острови. 
Науковці того часу аж ніяк не могли пояснити причини появи вогнів «Те Лапа» і тільки в 1993 році, з метою дослідити це явище, до Полінезії вирушила вчена та навігатор Маріанна Джордж (Dr. Marianne “Mimi” George). На островах вона зустрілася з Те Алікі Кавеєю, вождем острова Таумако і водночас досвідченим мореплавцем. Він допоміг дослідниці неодноразово побачити це явище та розповів про нього детальніше. Саме Маріанна Джордж описала вогні «Те Лапа» як природне явище, яке викликає світіння на воді. За його допомогою дійсно можна було орієнтуватися в океані та застосовувати для навігації, правда з деякими обмеженнями, а саме: на відстані — не більше ніж 120 миль (193 км) від берега та лише на відстані — 2 милі (3 км). Алікі Кавея підтвердив це, додавши, що відстань у 100 миль (160 км) є ідеальною для слідування за вогнями «Те Лапа». У будь-якому випадку стало відомо, що чим більша відстань, тим повільніше мерехтить «Те Лапа», що полегшує його дотримання як орієнтиру.
Дослідники також описують це природне явище, як лінійне світло, що з’являється на горизонті та яке найкраще видно вночі. Девід Льюїс, який також бачив вогні, описав їх як "смуги", "мерехтіння", "спалахи", "стрілки" або "засвічування". Також він теж зауважував, що чим ближче спостерігач знаходиться до берега, мерехтіння стає частішим. 
Проте, всі ці спостереження не пояснювали природу джерела світла. Маріанна Джордж, яка часто бувала в плаваннях, впевнено виключила цілий список ймовірних явищ, які могли б бути джерелом вогнів «Те Лапа»: вогні святого Ельма, комети, небесні тіла, марево, веселки, полярні сяйва та кульові блискавки.

## Перспективи вивчення природи явища
Взагалі, вчені світу не вважають, що неможливо пояснити природу вогнів «Те Лапа». На їхню думку, головною причиною незрозумілості даного природного оптичного явища є його недостатнє вивчення, дослідження та документування. В свою чергу, усні перекази полінезійців, досягнення ними успіхів в перетині значних відстаней та відкриття нових островів у Тихому океані, а також результати початкових досліджень явища окремими вченими, довели існування цих вогнів, але поки що залишають науку у глухому куті й доводять, що навіть з сучасними можливостями, вона —  далеко не всемогутня.